# Короди, Имре
Имре Короди Керестей (венг. Koródy Keresztély Imre, 12 сентября 1905, Дьюлафехервар — 21 января 1969, Будапешт) — венгерский шахматист, национальный мастер. В составе сборной Венгрии победитель неофициальной шахматной олимпиады 1936 г.

## Биография
С 18 лет состоял в Шахматном клубе Буды. Звание мастера получил в 1932 г. после удачного выступления в чемпионате Венгрии.
Работал в финансовой сфере. Никогда не считал себя профессиональным шахматистом. Говорил, что играет для удовольствия.
В послевоенные годы редко выступал в соревнованиях. Возглавлял городской совет спорта Будапешта.
В 1954 г. был награжден спортивным орденом ВНР.

## Спортивные результаты
| Год  | Город       | Соревнование                                                  | + | − | = | Результат | Место |
| ---- | ----------- | ------------------------------------------------------------- | - | - | - | --------- | ----- |
| 1932 | Будапешт    | Чемпионат Венгрии                                             |   |   |   |           | 6     |
| 1934 | Будапешт    | Юбилейный турнир Г. Мароци                                    |   |   |   |           | 8     |
| 1935 | Тататоварош | Чемпионат Венгрии                                             | 3 | 7 | 7 | 7,5 из 17 | 9—10  |
| 1936 | Мюнхен      | Неофициальная шахматная олимпиада (сборная Венгрии, запасной) |   |   |   | [ 8 ]     |       |